# Vlag van Beers (Noord-Brabant)

Vlag van de gemeente Beers
(1969-1994)

De vlag van Beers werd op 24 september 1969 bij raadsbesluit vastgesteld als de gemeentelijke vlag van de Noord-Brabantse gemeente Beers. De vlag, die een voorgaande vlag verving, kan als volgt worden beschreven:
Blauw, met op 1/3 van de vlaglengte een geel Lambertuskruis, waarvan de armen aflopen en een breedte hebben, gelijk 1/5 van de vlaghoogte, en de vierkante nimbus, ter grootte van 1/2 vlaghoogte, een dikte heeft van 1/20 der vlaghoogte.
De vlag vertoont het kruis van de H. Lambertus. Een beeltenis van deze beschermheilige van Beers bevond zich op het schild van het gemeentewapen uit 1817, en op het wapen uit 1965 als schildhouder achter het schild. De vlag heeft de kleuren van het wapen: blauw en geel.
Op 1 januari 1994 is Beers opgegaan in de gemeente Cuijk, waarmee de vlag als gemeentevlag kwam te vervallen. Sinds 2022 valt Beers onder de gemeente Land van Cuijk.

## Verwante afbeeldingen

Wapen van Beers (1965)
Wapen van Beers (1817)
De vlag van Zweden

Aalburg 
· Aarle-Rixtel 
· Alphen en Riel 
· Bakel en Milheeze 
· Beek en Donk 
· Beers 
· Berghem 
· Berkel-Enschot 
· Berlicum 
· Bladel en Netersel 
· Borkel en Schaft 
· Boxmeer 
· Budel 
· Chaam 
· Cuijk 
· Cuijk en Sint Agatha 
· Den Dungen 
· Diessen 
· Dinteloord en Prinsenland 
· Drunen 
· Dussen 
· Engelen 
· Erp 
· Esch 
· Escharen 
· Fijnaart en Heijningen 
· Geffen 
· Geldrop 
· Gemert 
· Giessen 
· Ginneken en Bavel 
· Grave 
· 's Gravenmoer 
· Haaren 
· Halsteren 
· Haps 
· Heesch 
· Heeswijk-Dinther 
· Heeze 
· Helvoirt 
· Hoeven 
· Hooge en Lage Mierde 
· Hooge en Lage Zwaluwe 
· Hoogeloon, Hapert en Casteren 
· Huijbergen 
· Klundert 
· Landerd 
· Leende 
· Liempde 
· Lieshout 
· Lith 
· Luyksgestel 
· Maarheeze 
· Maasdonk 
· Made en Drimmelen 
· Megen, Haren en Macharen 
· Mierlo 
· Mill en Sint Hubert 
· Moergestel 
· Nieuw-Ginneken 
· Nieuw-Vossemeer 
· Nistelrode 
· Nuland 
· Oeffelt 
· Oost-, West- en Middelbeers 
· Oploo, Sint Anthonis en Ledeacker 
· Ossendrecht 
· Oud en Nieuw Gastel 
· Oudenbosch 
· Prinsenbeek 
· Putte 
· Raamsdonk 
· Ravenstein 
· Reusel 
· Riethoven 
· Rijsbergen 
· Rijswijk 
· Roosendaal en Nispen 
· Rosmalen 
· Schaijk 
· Schijndel 
· Sint Anthonis 
· Sint-Oedenrode 
· Sprang-Capelle 
· Standdaarbuiten 
· Terheijden 
· Teteringen 
· Uden 
· Udenhout 
· Veghel
· Vessem, Wintelre en Knegsel 
· Vierlingsbeek 
· Vlijmen 
· Wanroij 
· Waspik 
· Werkendam 
· Westerhoven 
· Willemstad 
· Woudrichem 
· Wouw 
· Zeeland 
· Zevenbergen